# AG Carinae
AG Carinae eller HD 94916, är en ensam stjärna i norra delen av stjärnbilden Kölen. Den har en genomsnittlig skenbar magnitud av ca 6,96 och kräver åtminstone en handkikare för att kunna observeras. Baserat på parallax enligt Gaia Data Release 3 på ca 0,19 mas, beräknas den befinna sig på ett avstånd på ca 17 000 ljusår (ca 5 200 parsek) från solen. Den rör sig närmare solen med en heliocentrisk radialhastighet på ca -54 km/s.

## Egenskaper
AG Carinae är en ljusstark blå jättestjärna av spektralklass LBV. Den har en massa som är ca 55 solmassor, en radie som är ca 50 - 500 solradier och har ca 600 000 – 900 000 gånger solens utstrålning av energi från dess fotosfär vid en effektiv temperatur av ca 8 000 - 20 000 K.

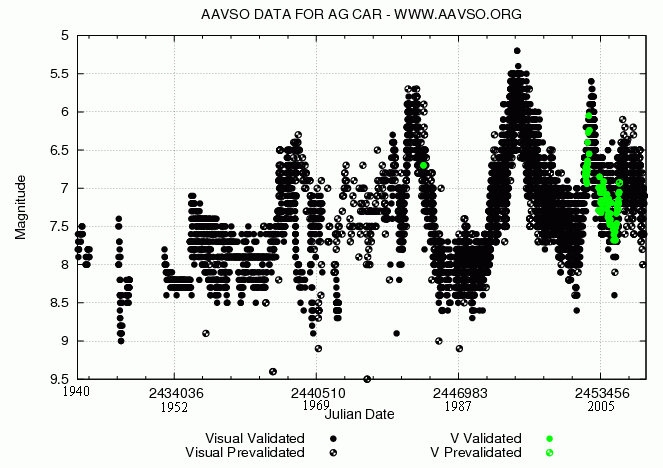
AAVSO-ljuskurva för AG Carinae från 1 januari 1940 till 23 november 2010. Upp är ljusare och ner är svagare.

AG Carinae klassificeras som en lysande blå variabel (LBV) och är en av de mest lysande stjärnorna i Vintergatan. Det stora avståndet och mellanliggande stoft gör att stjärnan vanligtvis inte är synlig för blotta ögat, men dess skenbara magnitud varierar oregelbundet mellan magnituden 5,7 och 9,0.

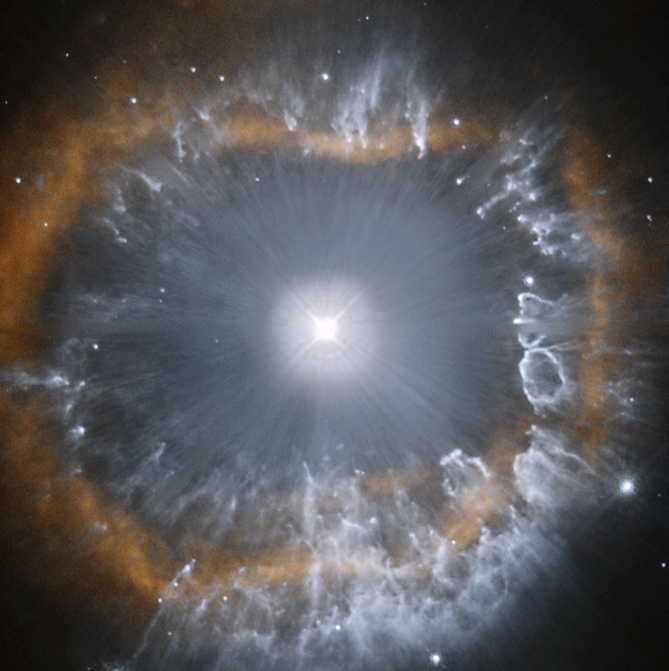
AG Carinae (bild från Hubbleteleskopet)

Stjärnan är omgiven av en nebulosa av utstött material beläget på ett av stånd av 0,4–1,2 pc från stjärnan. Nebulosan innehåller cirka 15 solmassor, utstött från stjärnan för cirka 10 000 år sedan. Det finns ett 8,8 parsec brett tomt område i det interstellära mediet runt stjärnan, förmodligen rensat av snabba vindar tidigare i stjärnans liv.
AG Carinae är uppenbarligen i en övergångsfas mellan en massiv stjärna av spektralklass O (blå superjätte) och en Wolf-Rayet-stjärna, där den är mycket instabil och har oberäkneliga pulseringar, enstaka större utbrott och sällsynta massiva utbrott. Spektraltypen varierar mellan WN11 vid visuellt minimum och en tidig A-hyperjätte vid maximum. Vid visuellt minimum är stjärnans radie cirka 65 solradier och temperatur 20 000–24 000 K, medan den maximalt är över 400 solradier och har temperaturen 8 000 K. Temperaturen varierar med olika minima.
En studie beräknade att den bolometriska ljusstyrkan hos AG Carinae minskar under dess utbrott av S Doradus-typ, till skillnad från de flesta LBV som förblir på ungefär konstant ljusstyrka. Ljusstyrkan sjunker från cirka 1,5 miljoner gånger solens luminositet vid visuellt minimum till cirka 1 miljon vid visuellt maximum, möjligen på grund av den energi som krävs för att expandera en betydande del av stjärnan.
Evolutionära modeller av stjärnan tyder på att den hade en låg rotationshastighet under stora delar av sitt liv, men nuvarande observationer visar ganska snabb rotation.
Modeller av LBV-förfäder av supernovor av typ IIb listar AG Carinae som matchande det slutliga stjärnspektrat före kärnkollaps, även om modellerna är för stjärnor med 20 till 25 gånger solens massa medan AG Carinae tros vara betydligt mer massiv. Stjärnans initiala massa skulle ha varit runt 100  solmassor och tros nu vara 55-70 solmassor.